# Sara Jordan Powell
Pour les articles homonymes, voir Powell.
Sara Jordan Powell, née le 6 octobre 1938 à Houston, est une chanteuse afro-américaine de jazz, soul et gospel.

## Biographie
Sara est née à Houston, au Texas, le 6 octobre 1938,,.

## Discographie
- 1975 – Touch Somebody's Life (Savoy)
- 1980 – I Must Tell Jesus (Savoy)
- 1990 – Sara Jordan Powell (Savoy)
- 1990 – When Jesus Comes to Stay
- 1995 – The Soul of Sara Jordan Powell (Savoy)
- 1995 – Live in Houston (Compendia)